# Erhard S. Gerstenberger

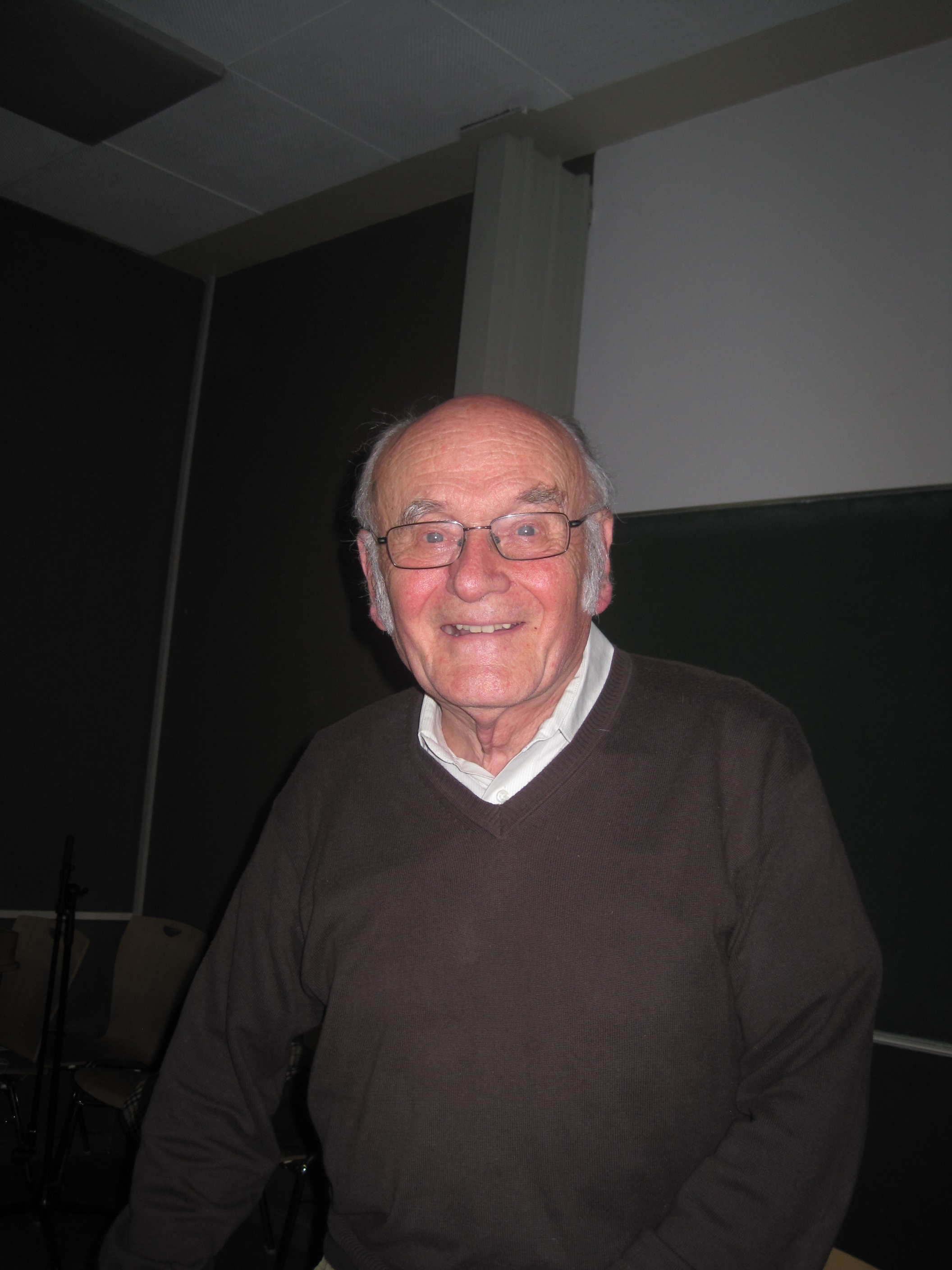
Erhard Gerstenberger, Januar 2014

Erhard Siegfried Gerstenberger (* 20. Juni 1932 in Duisburg-Rheinhausen; † 15. April 2023 in Gießen) war ein deutscher evangelischer Theologe und Alttestamentler.

## Leben
Gerstenberger wuchs in Rheinhausen als Sohn einer Bergmannsfamilie auf. Ab 1946 engagierte er sich beim CVJM. Von 1952 bis 1957 studierte er evangelische Theologie in Marburg, Tübingen, Bonn und Wuppertal. Zwischen 1957 und 1959 war Gerstenberger Vikar und zeitgleich wissenschaftlicher Assistent an der Kirchlichen Hochschule Wuppertal.
1959–1964 schloss sich ein Studium mit Lehrtätigkeit an der Divinity School in Yale an. 1960 erhielt Gerstenberger den Magistergrad. 1961 wurde er in Bonn mit einer Arbeit über Wesen und Herkunft des „apodiktischen Rechts“ im Fach Altes Testament promoviert. Doktorväter waren Martin Noth und Otto Plöger. 1965–1975 arbeitete Gerstenberger als Gemeindepfarrer in Essen-Frohnhausen. 1969–1970 habilitierte er sich in Heidelberg bei Hans Walter Wolff.
Von 1975 bis 1981 war Gerstenberger Dozent für Altes Testament an der Theologischen Hochschule in São Leopoldo (Brasilien), wo er mit der Befreiungstheologie in Berührung kam. Wieder in Deutschland, lehrte er von 1981 bis 1985 als Professor für Altes Testament in Gießen und von 1985 bis 1997 in Marburg. Er versuchte, die intellektuelle Auseinandersetzung mit der Befreiungstheologie in der deutschen Theologie anzuregen, und organisierte einen studentischen Austausch mit São Leopoldo. Nach seiner Pensionierung 1997 setzte er sich weiter für die Rezeption der Befreiungstheologie ein, u. a. als Mitinitiator eines befreiungstheologischen Lesekreises an der Universität Marburg.
Erhard Gerstenberger war verheiratet und hatte drei erwachsene Kinder. Er lebte in Gießen.

## Theologie

### Allgemeines
Gerstenbergers Forschungsschwerpunkte waren die Psalmen, Theologie und Hermeneutik des Alten Testaments, Theologie der Befreiung und feministische Theologie. Er verfasste Kommentare zu den Psalmen und zum Buch Leviticus. Für die Bibel in gerechter Sprache übersetzte er das Buch Exodus. Gemeinsam mit Wanda Deifelt, Irmtraud Fischer und Milton Schwantes gab er die Publikationsreihe Exegese in unserer Zeit heraus, die sich mit biblischer Auslegungsarbeit aus sozialgeschichtlicher, feministischer und befreiungstheologischer Perspektive befasst.

### Positionen und Beiträge zu einzelnen Themen

#### Bild(losigkeit)
Zum Thema Bild(losigkeit) bezog Gerstenberger in seiner Theologie des Alten Testaments folgende Position: Gottesbilder im Alten Testament – wie auch überhaupt – sind prinzipiell kontextuell und daher nur zeitgebunden verbindlich und begrenzt gültig.
Gottesbilder im Sinne konkreter Figuren (Schnitz-/Gussbilder, ikonographische Symbole) werden auf der einen Seite verpönt: Jahwe ist ein bildloser Gott. Dieser anikonische Zug der altisraelitischen Religion ist kein kulturelles Alleinstellungsmerkmal. Auf der anderen Seite gibt es zahlreiche Abbildungen von Gottheiten in Israel. Darüber hinaus sind nicht nur Figuren oder Bilder als Gottesbilder zu werten, sondern auch Vorstellungen (mentale, nicht-materielle Gottesbilder). Archäologisch sind im familiären Bereich vor allem weibliche Figuren gefunden worden, oft aus Terrakotta oder Knochen, seltener aus Stein oder Metall. Es wurden auch Altärchen, Weihrauchständer, Amulette und Siegel gefunden. Theologisch entscheidend ist die Vielzahl und Wechselhaftigkeit der Gottesabbildungen. Die Art kann variieren von anthropomorph zu symbolhaft abstrakt. Bis 1550 v. Chr. dominierte die erotische, nackte Göttin, die für Lebenskraft und Segen steht. In der späten Bronzezeit bis 1150 folgt ein Wandel zur „bekleideten Herrin“. In der Eisenzeit I bis 1000 treten kriegerisch herrschaftliche Motive in den Vordergrund. In der Eisenzeit IIA bis 925 ist eine Tendenz zur Abstraktion festzustellen, in der Eisenzeit IIA bis 700 eine „Solarisierung“, in der Eisenzeit IIC bis 587 die Wiederkehr der Göttin.

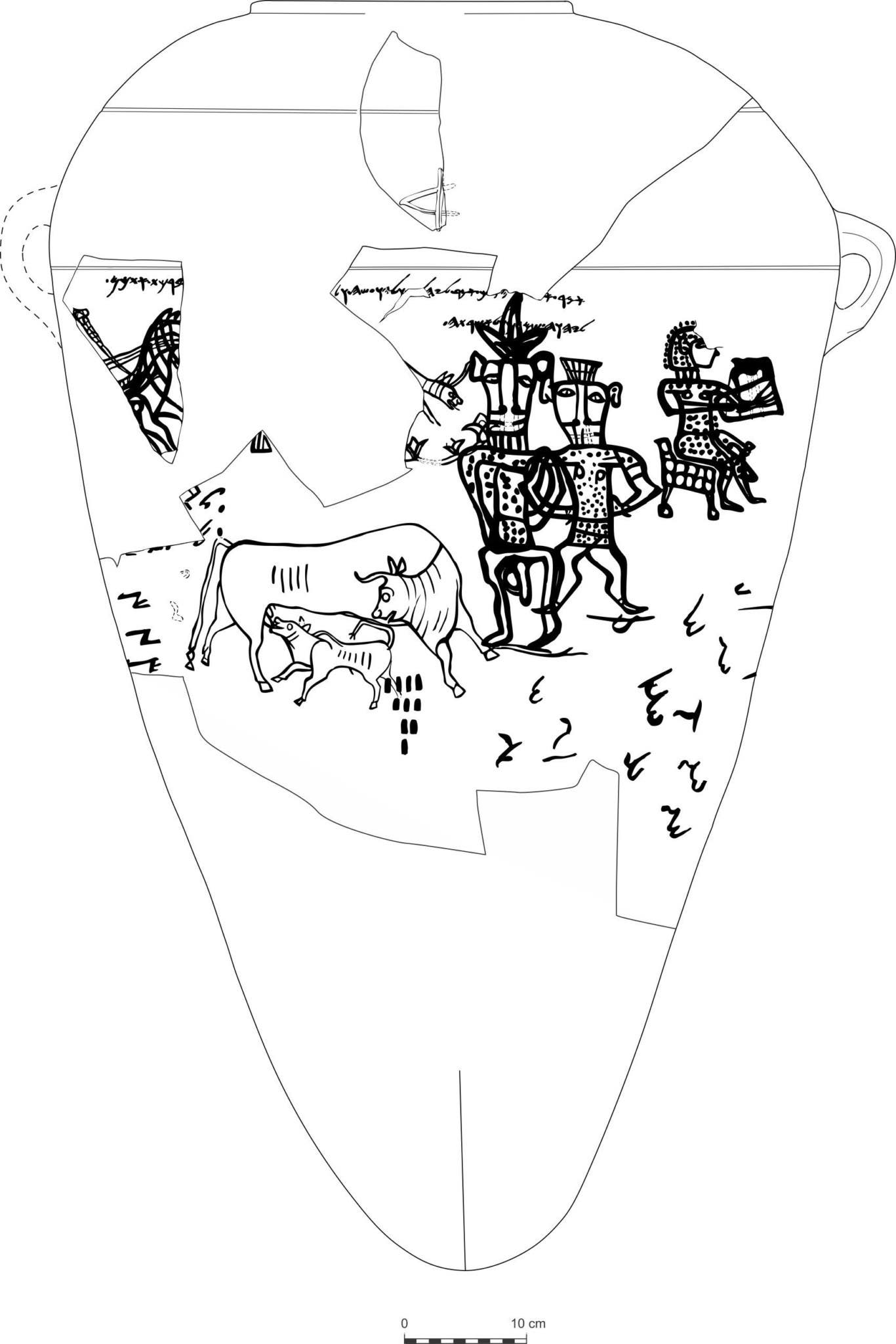
Ajrud

Theologisch lässt sich also festhalten, dass es im Familienbereich des alten Israels die Verehrung von Göttinnen als Garantinnen der Fruchtbarkeit gab sowie die Verehrung von männlichen Götterfiguren, die Waffen trugen, Tiere bändigten, Blitze schleuderten und stier- oder sonnenartig aussahen. Als Beispiel wird Ischtar im Sternenkranz genannt, die Gerstenberger mit der Himmelskönigin aus Jer 44,17f  verknüpft. Das aus Ägypten stammende Götterpaar Bes und Beset übernimmt Schutzfunktionen für Schwangere und Kinder. Gerstenberger deutet an, dass Jahwe und seine Aschera aufgrund ihrer ähnlichen Funktionen auch in Gestalt von Bes und Beset dargestellt worden sein könnten. Dies würde die umstrittene These nach sich ziehen, dass es sich bei dem Pithos A von Kuntillet ʿAdschrud um eine Jahwe- und Ascheraabbildung handelt.
Die archäologischen Funde lassen sich zudem biblisch bestätigen. Die deuteronomistischen Verurteilungen verschiedener religiöser Praktiken (2 Kön 23,24 ; Dtn 18,10f ) lassen auf den Konflikt zwischen offiziellem Staatskult und privater Familienreligion schließen. Auch Ex 6,3  und Jos 24,2  wissen darum, dass die Vorfahren andere Götter angebetet haben. Ri 6,25  nennt explizit Baal und Aschera. Jes 65,1  deutet Privatgottesdienste in Gärten und auf Hausdächern an, namentlich wird dem Gad und Meni geopfert (Jes 65,11 ). Und die Frauen backen für die Himmelskönigin Ischtar Kuchen (Jer 44,15-17 ). Die Verehrung von verschiedenen Gottheiten war also vorexilisch der Normalfall der Familienreligion, auch wenn sie innerhalb einer Familie monolatrische Züge haben konnte. Die deuteronomi(sti)schen Bilder-, Fremdgötter- und Namensmissbrauchsverbote des Dekalogs ordnet Gerstenberger nachexilisch ein.

#### Monotheismus
Gerstenberger vertrat in seiner Theologie des Alten Testaments die These, dass es den strengen, theoretischen Monotheismus gar nicht geben kann. „Wir sind und bleiben geborene Polytheisten“. Die Mehrzahl an Kraft-Manifestationen lassen sich nicht mit einem einzigen Gott vereinbaren. Auch der Monotheismus der frühjüdischen Gemeinde ist demnach eine Monolatrie, die in einer Bekenntnissituation entstanden ist und daher Jahwe mit dem Attribut der Einzigkeit versieht (z. B. Jes 46,22–25 ). Gerstenberger hinterfragt die herkömmliche Unterscheidung von Polytheismus und Monotheismus: Die göttliche Ausübung verschiedener Funktionen kann auch in einem Einheitskult interpretiert werden und ist daher nicht unbedingt polytheistisch, auch wenn verschiedene Gottesnamen vorkommen. Andererseits ist die Behauptung, dass verschiedene Wirkungen, Erscheinungen und Aktivitäten auf einen Gott zurückzuführen sind, nicht automatisch monotheistisch. Gerstenberger präferierte die Unterscheidung in Monismus und Dualismus: Beim Dualismus wird an der grundsätzlichen Gespaltenheit der Welt festgehalten, wobei die Überwindung der „finsteren“ Seite erhofft wird. Der Monismus, der für den Vorderen Orient vor der Perserzeit prägend war, würde solche Vorstellungen negieren. Auch wenn man die vor-perserzeitlichen Religion als „polytheistisch“ bezeichnet, zeugen sie von einem „konsequenten Monismus“.

## Schriften (Auswahl)
- Wesen und Herkunft des „apodiktischen Rechts“. Neukirchener Verlag, Neukirchen-Vluyn 1965 (Wissenschaftliche Monographien zum Alten und Neuen Testament. Band 20).
- mit Wolfgang Schrage: Leiden. Biblische Konfrontationen. Kohlhammer, Stuttgart u. a. 1977, ISBN 3-17-002429-9.
- Der bittende Mensch. Bittritual und Klagelied des Einzelnen im Alten Testament. Neukirchener Verlag, Neukirchen-Vluyn 1980, ISBN 3-7887-0612-0 (Wissenschaftliche Monographien zum Alten und Neuen Testament. Band 51).
- mit Wolfgang Schrage: Frau und Mann. Biblische Konfrontationen. Kohlhammer, Stuttgart u. a. 1980, ISBN 3-17-005067-2.
- als Hrsg.: Deus no Antigo Testamento. Coletânea. Aste, São Paulo 1981.
- Jahwe – ein patriarchaler Gott? Traditionelles Gottesbild und feministische Theologie. Kohlhammer, Stuttgart u. a. 1988, ISBN 3-17-009947-7.
- Psalms. Part 1 (Ps 1–60) with an Introduction to Cultic Poetry. Eerdmans, Grand Rapids 1988, ISBN 0-8028-0255-9 (The Forms of the Old Testament Literature. Band 14).
- Das 3. Buch Mose – Leviticus. 6., völlig neubearbeitete Auflage. Vandenhoeck & Ruprecht, Göttingen 1993, ISBN 3-525-51122-1 (Das Alte Testament deutsch. Band 6).
- mit Ulrich Schoenborn (Hrsg.): Hermeneutik – sozialgeschichtlich. Kontextualität in den Bibelwissenschaften aus der Sicht (latein)amerikanischer und europäischer Exegetinnen und Exegeten. Lit-Verlag, Münster 1999, ISBN 3-8258-3139-6 (Exegese in unserer Zeit. Band 1).
- Psalms. Part 2 (Ps 61–150) with Lamentations. Eerdmans, Grand Rapids 2001, ISBN 0-8028-0488-8 (The Forms of the Old Testament Literature. Band 15).
- Theologien im Alten Testament. Pluralität und Synkretismus alttestamentlichen Gottesglaubens. Kohlhammer, Stuttgart u. a. 2001, ISBN 3-17-015974-7.
- Israel in der Perserzeit. 5. und 4. Jahrhundert v. Chr. Kohlhammer, Stuttgart u. a. 2005, ISBN 3-17-012337-8 (Biblische Enzyklopädie. Band 8).
- Liberation Hermeneutics in Old Europe, Especially Germany. In: Alejandro F. Botta, Pablo R. Andiñach (Hrsg.): The Bible and the Hermeneutics of Liberation. Brill, Atlanta 2009 (Society of Biblical Literature. Band 59).
- mit Ute E. Eisen (Hrsg.): Hermann Gunkel revisited. Literatur- und religionsgeschichtliche Studien. Lit-Verlag, Münster 2010, ISBN 978-3-8258-1523-3 (Exegese in unserer Zeit. Band 20).
- Liberating Readings of the Bible. Contexts and Conditions. In: Frank Ritchel Ames, Charles William Miller (Hrsg.): Foster Biblical Scholarship. SBL Press, Atlanta 2010 (Festschrift für Kent Harold Richards), S. 337–352.
- „Befreiende Theologie“ in Zeiten von Demokratisierung und globaler Marktwirtschaft. In: Holger M. Meding (Hrsg.): Brückenschlag. Hans-Jürgen Prien zum 75. Geburtstag. Wissenschaftlicher Verlag, Berlin 2011, S. 43–58.
- Die Hebräische Bibel als Buch der Befreiung. Ausgewählte Aufsätze. Gießener Elektronische Bibliothek, Gießen 2012, ISBN 978-3-9814298-5-5 (online).
- Arbeitsbuch Psalmen. Kohlhammer, Stuttgart 2015, ISBN 978-3-17-026994-1.
- Theologie des Lobens in sumerischen Hymnen. Zur Ideengeschichte der Eulogie (= Orientalische Religionen in der Antike, Bd. 28). Mohr Siebeck, Tübingen 2018, ISBN 978-3-16-155658-6.